# Резолюция 86 на Съвета за сигурност на ООН
Резолюция 86 на Съвета за сигурност на ООН е приета на 26 септември 1950 г. по повод кандидатурата на Република Индонезия за членство в ООН. С Резолюция 86 Съветът за сигурност постановява, че според мнението на Съвета Република Индонезия е миролюбива държава, способна да изпълнява всички задължения, произтичащи от чл. 4 от устава на организацията. Поради това Съветът за сигурност препоръчва на Общото събрание на ООН Република Индонезия да бъде приета за член на Организацията на обединените нации.
Резолюция 86 е приета с мнозинство от 10 гласа за, като един от членовете на Съвета за сигурност – Република Китай – се въздържа.